# Kaplicznik (Wysoczyzna Choczewska)
Kaplicznik – wzniesienie o wysokości 77 m n.p.m. na Wysoczyźnie Choczewskiej, położone w woj. pomorskim, w powiecie lęborskim, na obszarze gminy Nowa Wieś Lęborska.
Nazwę Kaplicznik wprowadzono urzędowo w 1949 roku, zastępując poprzednią niemiecką nazwę Kaplien Berge.
Na południe i zachód u podnurza wzniesienia przebiega Pradolina Redy-Łeby zaś w odległości ok. 1,5 na północny wschód znajduje się wieś Chocielewko. Wzniesienie należy do Kępy Redkowickiej i jest najdalej wysuniętym na południe wzniesieniem Wysoczyzny Choczewskiej.